# هانس إف. كي. غونثر
هانس إف. كي. غونثر (بالألمانية: Hans F. K. Günther)‏ (و. 1891 – 1968 م) هو عالم إنسان، وracial theorist ‏، وكاتب، وأستاذ جامعي، وطبيب ألماني، ولد في فرايبورغ، كان عضوًا في الحزب النازي، توفي في فرايبورغ، عن عمر يناهز 77 عاماً.

## التعليم
تعلم في جامعة فيينا، وتعلم في جامعة فرايبورغ
.

## روابط خارجية
- هانس إف. كي. غونثر على موقع مونزينجر (الألمانية)